# اولگ کراسنوپیاروف
اولگ کراسنوپیاروف (اوکراینی: Олег Володимирович Краснопьоров؛ زادهٔ ۲۵ ژوئیهٔ ۱۹۸۰) بازیکن فوتبال اهل اوکراین است.
از باشگاه‌هایی که در آن بازی کرده‌است می‌توان به باشگاه فوتبال ماریوپول، باشگاه فوتبال متالیست خارکوف، باشگاه فوتبال فورسکلا پولتاوا، و باشگاه فوتبال اوورلا اوژهورود اشاره کرد.
وی همچنین در تیم ملی فوتبال اوکراین بازی کرده‌است.